# Geschichte der Vereinten Nationen
Die Geschichte der Vereinten Nationen umfasst die Entwicklung der Vereinten Nationen von ihrer Gründung im Jahr 1945 bis zur Gegenwart sowie die Entwicklung ihrer Vorläuferorganisationen und der Idee internationaler weltweiter Konfliktregelung. Sie reicht zurück bis zur Ersten Haager Friedenskonferenz im Jahre 1899. Seitdem hat sich die internationale Organisation zu einer 193 Staaten umfassenden Verbindung zur Sicherung des Weltfriedens und zur Förderung der internationalen Zusammenarbeit entwickelt.

## Vorgeschichte
Nach dem endgültigen Scheitern des Völkerbundes mit Ausbruch des Zweiten Weltkrieges mussten neue Wege zu einer internationalen Friedensordnung gesucht werden.

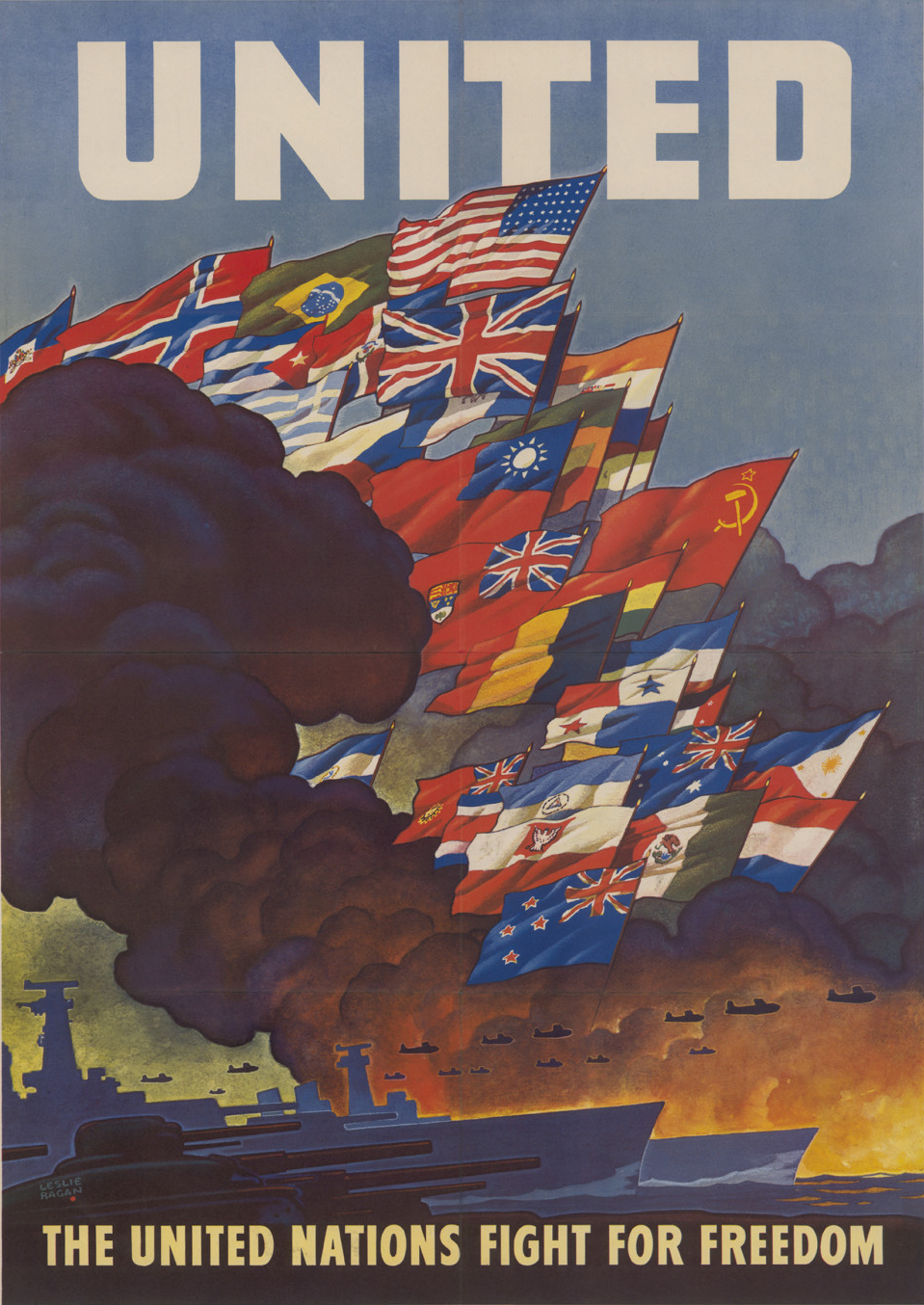
Poster zur Gründung der Vereinten Nationen

Unter dem Eindruck der rigorosen und völkerrechtswidrigen Kriegshandlungen des Dritten Reiches kam es zu einer Annäherung zwischen der UdSSR und den USA. US-Präsident Franklin D. Roosevelt hatte bereits am 6. Januar 1941 in einer Kongressrede sein Konzept der „Vier Freiheiten“ erläutert, in dem er das Vorgehen Hitlers gegen die internationale Demokratie als eine „Tyrannei“ bezeichnete, der man entschieden begegnen müsse. Der deutsche Angriff auf die Sowjetunion am 22. Juni 1941 bahnte den Weg zu einer Antikriegskoalition gegen Deutschland, an der sich auch Großbritannien beteiligte. Die am 14. August 1941 veröffentlichte Atlantik-Charta wurde zur Grundlage der Deklaration der Vereinten Nationen vom 1. Januar 1942. Ursprünglich hatte Roosevelt vorgehabt, nach dem Krieg die internationale Sicherheit durch eine Hegemonie der Großmächte zu sichern, denen allein der Besitz schwerer Waffen noch zugestanden werden sollte; alle anderen hätten weitgehend abzurüsten. Gegenüber dem sowjetischen Außenminister Wjatscheslaw Michailowitsch Molotow erläuterte er im Mai 1942 seine Idee, die Großmächte würden als „Weltpolizisten“ einen „Frieden durch Diktat“ durchsetzen. Die Mitarbeiter des State Departement nahmen diesen sehr weitgehenden Vorstellungen die Spitze und legten im Herbst 1943 einen Outline Plan vor, nach dem die Großmächte nurmehr durch einen ständigen Sitz im Executive Council (dem späteren Sicherheitsrat) privilegiert werden sollten. Auf der Moskauer Außenministerkonferenz von 1943, an der auch Vertreter der Republik China teilnahmen, sprachen sich die künftigen Siegermächte für die Einrichtung einer „internationalen Organisation zur Friedenssicherung“ aus. Dieses Ziel wurde am 1. Dezember 1943 auf der Konferenz von Teheran von Roosevelt, Stalin und Churchill bestätigt.
Nachdem bereits im Juli 1944 auf der Konferenz von Bretton Woods die Grundzüge eines weltweiten Währungs- und Wirtschaftssystems und seiner künftigen Institutionen (IWF und Weltbank) festgelegt wurde, berieten die Alliierten auf der Konferenz von Dumbarton Oaks noch bis zum 7. Oktober 1944 über die Satzung und die Struktur einer künftigen Weltorganisation. Dabei wurde auch Frankreich als fünfte Macht in den späteren Sicherheitsrat miteinbezogen. Erst die Konferenz von Jalta im Februar 1945 brachte eine Einigung der Großmächte über die Gründung der UNO, die auf der anschließenden Konferenz von San Francisco am 26. Juni 1945 mit der Unterzeichnung der Charta der Vereinten Nationen durch die Vertreter von 50 Staaten (vgl. Mitgliedsstaaten der Vereinten Nationen), die auf alliierter Seite am Zweiten Weltkrieg beteiligt waren, besiegelt wurde. Nachdem auch Polen als 51. Staat seine Ratifizierungsurkunde hinterlegt hatte, trat die UN-Charta am 24. Oktober 1945 endgültig in Kraft. Dieses Datum gilt als der Tag der Vereinten Nationen.
Noch im selben Jahr wurden die Ernährungs- und Landwirtschaftsorganisation (FAO), die UNESCO, der Internationale Währungsfonds und die Weltbank gegründet.

## 1946 bis 1950
Am 10. Januar 1946 fand in London die erste UN-Generalversammlung statt. Dabei konstituierte sich der UN-Wirtschafts- und Sozialrat. Kurz darauf wurden die UN-Menschenrechtskommission, der UN-Sicherheitsrat und das UN-Sekretariat eingerichtet. Schließlich nahm der Internationale Gerichtshof seine Arbeit als „Hauptrechtsprechungsorgan“ der Vereinten Nationen auf.
Da laut Satzung ein Landsmann der fünf Siegermächte USA, UdSSR, England, Republik China und Frankreich nicht infrage kam, einigte man sich am 1. Februar 1946 auf den Norweger Trygve Lie als ersten UN-Generalsekretär. Er blieb sieben Jahre lang im Amt.
Im Sommer 1946 fand in New York der erste Weltgesundheitsgipfel statt. Zwei Jahre später wurde die Weltgesundheitsorganisation gegründet. Im Dezember 1946 kam es zur Gründung der UNICEF und zur Implementierung der Internationalen Arbeitsorganisation als UN-Sonderorganisation. Zudem bemühte sich die Generalversammlung um eine organisierte Rückführung der Flüchtlinge und der Vertriebenen aus dem Zweiten Weltkrieg. Am 14. Dezember 1946 beschloss die Generalversammlung, den ständigen Sitz der Organisation in New York City zu nehmen.
Mit dem Ziel der sukzessiven Entlassung der ehemaligen Kolonien in die Unabhängigkeit wurde 1947 der UN-Treuhandrat als viertes Hauptorgan gegründet. Im gleichen Jahr kommt es zur Unterzeichnung der GATT-Verträge in Genf.
Gemäß Artikel 109 der Satzung (UNO-Charta) sollte ursprünglich „vor der zehnten Jahrestagung der Generalversammlung“ eine „allgemeine Konferenz der Mitglieder der Vereinten Nationen zusammentreten“, die „nach Maßgabe ihres Verfassungsrechts“ das in der Satzung bestimmte umfassende Sicherheitssystem begründen sollten. Eine solche Konferenz kam jedoch nicht zustande und hat bis heute nicht stattgefunden; infolgedessen trat das Sicherheitssystem der Vereinten Nationen nicht in Kraft. In Vorwegnahme der kollektiven Sicherheit (kollektive Sicherheit) hatte der UNO-Sicherheitsrat jedoch bereits 1948 zum ersten Mal die Entsendung einer Beobachtermission und einer Friedenstruppe beschlossen. Zur Beobachtung des Waffenstillstandes zwischen den Palästinensern und Israel wurde im August 1948 die Friedensmission UNTSO entsandt. Zur Beilegung des Kaschmir-Konfliktes zwischen Indien und Pakistan wurden 1949 die ersten Truppen der Beobachtermission UNMOGIP dorthin verlegt.
Am 10. Dezember 1948 wurde die Allgemeine Erklärung der Menschenrechte von der Generalversammlung angenommen. Als Folge der zunehmenden Flüchtlingsströme während des ersten Palästinakrieges beschloss die Generalversammlung am 8. Dezember 1949 die Gründung des Flüchtlingshilfswerks für Palästinaflüchtlinge UNRWA, da die arabischen Staaten sich weigerten, die Palästinenser aufzunehmen. Am 1. Mai 1950 wurde die Arbeit aufgenommen.
Am 13. September 1949 sprach die Sowjetunion ihr Veto zur Aufnahme von weiteren Beitrittskandidaten aus. Hiervon betroffen waren Ceylon, Finnland, Irland, Italien, Jordanien, Österreich und Portugal.
Der Ausbruch des Koreakrieges und der entstandene Kalte Krieg zwischen den West- und Ostmächten stellte die Handlungsfähigkeit der UNO erstmals auf die Probe. Die UdSSR forderte, dass eine Polizeiaktion der Vereinten Nationen nur dann gerechtfertigt sei, wenn zunächst der Artikel 106 der UNO-Charta zur Anwendung käme. Ohne die Anrufung des Artikels 106 sei der Sicherheitsrat nicht befugt, „mit der Ausübung der ihm … zugewiesenen Verantwortlichkeiten zu beginnen.“ (Artikel 106) Da dies nicht geschah, boykottierte die Sowjetunion die UNO, u. a. auch weil sie die chinesische Delegation aus Taiwan im Sicherheitsrat nicht akzeptierte. Der Sicherheitsrat hatte dann Nordkorea in Abwesenheit der UdSSR zum „Angreifer“ erklärt. Zur Umgehung eines späteren sowjetischen Vetos wurde auf Drängen Amerikas im Sinne einer Notstandsregelung die Generalversammlung bevollmächtigt, den Mitgliedstaaten friedenserhaltende und -erzwingende Maßnahmen zu empfehlen. Diese Resolution „Vereint für den Frieden“ (Uniting for Peace) (Nr. 377) ermöglichte die Verteidigung Südkoreas.

### Resolution „Uniting for peace (377)“
Die Resolution „Uniting for Peace“ vom 3. November 1950 ermöglicht unter anderem, dass in allen Fällen, in denen eine Bedrohung oder ein Bruch des Friedens oder eine Angriffshandlung vorzuliegen scheint und in denen der Sicherheitsrat der Vereinten Nationen mangels Einstimmigkeit der ständigen Mitglieder zu keinem Ergebnis kommt, die Generalversammlung der Vereinten Nationen sich mit der Sache befasst, notfalls in einer sofortigen Sondertagung. Im Falle eines Friedensbruchs oder einer Angriffshandlung kann die Generalversammlung Kollektivmaßnahmen empfehlen, die auch den Einsatz von Waffengewalt beinhalten. Im Gegensatz zu Beschlüssen des Sicherheitsrates sind Resolutionen der Generalversammlung aber immer nur Empfehlungen ohne rechtliche Bindungswirkung.

### Wahl des Hauptsitzes

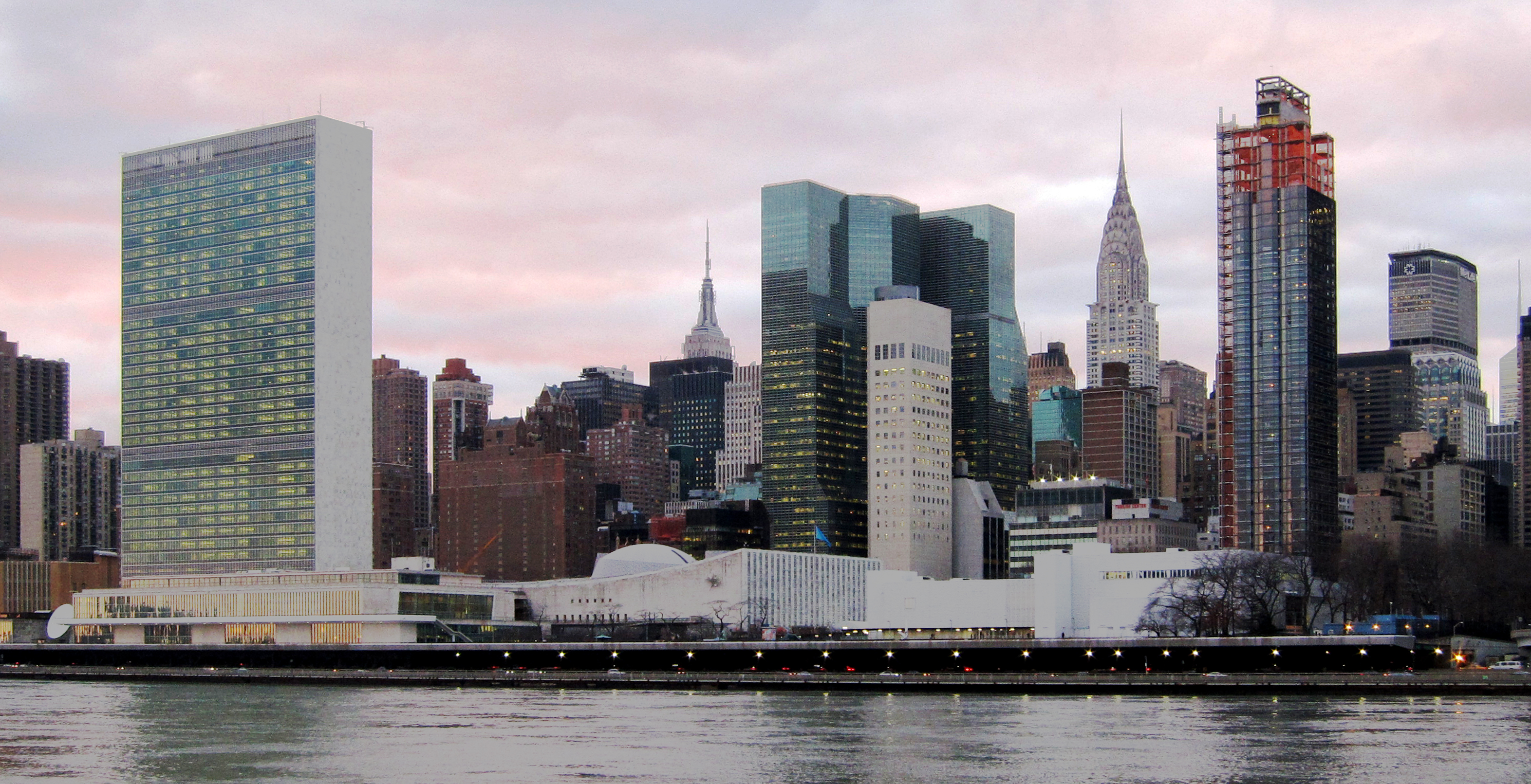
Die Gebäude der Vereinten Nationen in New York

1946 beschloss man in London, den Sitz der UNO zu verlegen. Mehrere Optionen standen zur Debatte, darunter das damals international verwaltete Tanger. Man entschied sich für die USA, allerdings war anfangs nicht klar, in welche Stadt. Neben New York waren Boston, Philadelphia und San Francisco im Gespräch. Als die Wahl schließlich auf New York fiel, bestand Unklarheit über den genauen Standort. Ein Gremium von Honoratioren, zu dem auch Nelson Aldrich Rockefeller gehörte, der Enkel des Gründungsvaters und späterer Vizepräsident der USA, schlug das Gelände von Flushing Meadows in Queens vor, auf dem 1930 die Weltausstellung stattgefunden hatte und auf dem heute einer der bekanntesten Tennisplätze der Welt liegt. Und tatsächlich tagte die Generalversammlung der UNO von 1946 bis 1949 dort. Das war aber keine Dauerlösung und die Stimmung ging zunehmend dahin, nach Philadelphia zu ziehen. Die Familie Rockefeller versuchte dies zu verhindern. Nelson Rockefeller konnte seinen Vater dazu bewegen, $ 8,5 Mio. für den Kauf eines passenden Geländes am East River zur Verfügung zu stellen.
Im Januar 1947 machten sich zehn Architekten an die Arbeit, die Architektur für diese internationale Großorganisation zu entwerfen. Hier mussten ganz unterschiedliche Funktionen vereint werden. Das Gelände musste außerhalb des amerikanischen Rechtsgebiets liegen, es musste ‚international’ werden – schließlich sind die 180 Mitgliedsländer nicht Gäste der USA, sondern souveräne Gleichberechtigte. Das 170.000 m² große Gelände ist eine internationale Zone mit eigener Exekutive und eigener Post, gibt also auch eigene Briefmarken heraus.
Dann mussten mehrere große Sitzungsräume geschaffen werden, die auch eine weltweite Ausstrahlung der Ereignisse ermöglichen. Es mussten Büroräume für unzählige Parteien geschaffen werden, die sich nicht unbedingt sympathisch waren, es musste also ein extrem hohes Maß an Abschirmung und Sicherheit ermöglicht werden, um es nicht zu Attentaten mit internationalen Konsequenzen kommen zu lassen.
Das alles in einem Gebäude zu vereinen, schien nicht möglich und war ja auch nicht notwendig. Seit dem Rockefeller Center wusste man, dass man auch in Gebäudegruppen denken konnte. Das UNO-Ensemble besteht hauptsächlich aus drei getrennten und sehr unterschiedlich aussehenden Gebäuden. Chefarchitekt war der US-Amerikaner Wallace Harrison, der mit einer internationalen Gruppe von Architekten zusammenarbeitete, unter ihnen der berühmte französisch-schweizerische Le Corbusier und der Brasilianer Oscar Niemeyer, der später die neu gegründete Hauptstadt Brasília planen sollte.
Geschaffen wurde ab 1947 dieser erste „gläserne Wolkenkratzer“, wie ihn Großmeister europäischer Architektur, darunter Mies van der Rohe, bereits in den 1920er Jahren als Vision der Moderne vor Augen hatten: ein 39-geschossiger, scheibenförmiger Bau ohne jegliche Unterbrechung oder Rücksprünge, dessen riesige Glasfassaden von zwei Schmalseiten aus Marmor begrenzt werden. Damit wurde in gewisser Weise auch die alte Zoning Resolution für New York City von 1916 wieder außer Kraft gesetzt, auch wenn sie auf dem exterritorialen Gelände ohnehin keine Geltung besaß. Die vier Geschosse mit den technischen Einrichtungen der Klimaanlage sind auf der Fassade erkennbar. Die wegen der starken Sonneneinstrahlung grünlich abgedunkelte Glasfläche reflektiert auf eine für dieses Gebäude charakteristische Weise den Himmel und die benachbarten Gebäude.
Dieser Bau galt bei seiner Fertigstellung 1950 als die Inkarnation der Moderne. Es folgten sehr ähnlich aussehende Gebäude, zunächst 1952 das Lever-House, 1958 das berühmte Seagram Building von Mies van der Rohe.

## 1951 bis 1960
Am 1. Januar 1951 nahm der erste „Hohe Flüchtlingskommissar“ (UNHCR) Gerrit Jan van Heuven Goedhart seine Arbeit auf. Am 28. Juli desselben Jahres wurde das Abkommen über die Rechtsstellung der Flüchtlinge (Genfer Flüchtlingskonvention) beschlossen, welche die eigentliche Rechtsgrundlage für die Arbeit des UNHCR bildet. Das Amt ersetzte die Flüchtlingsorganisation von 1946. Der Schwede Dag Hammarskjöld wurde am 10. April 1953 als Nachfolger von Trygve Lie zum neuen UN-Generalsekretär gewählt. 1957 wurde er für eine zweite Amtszeit eingesetzt. Er initiierte die Blauhelme als ein neues Instrument der Friedenssicherung (peace-keeping Operation).

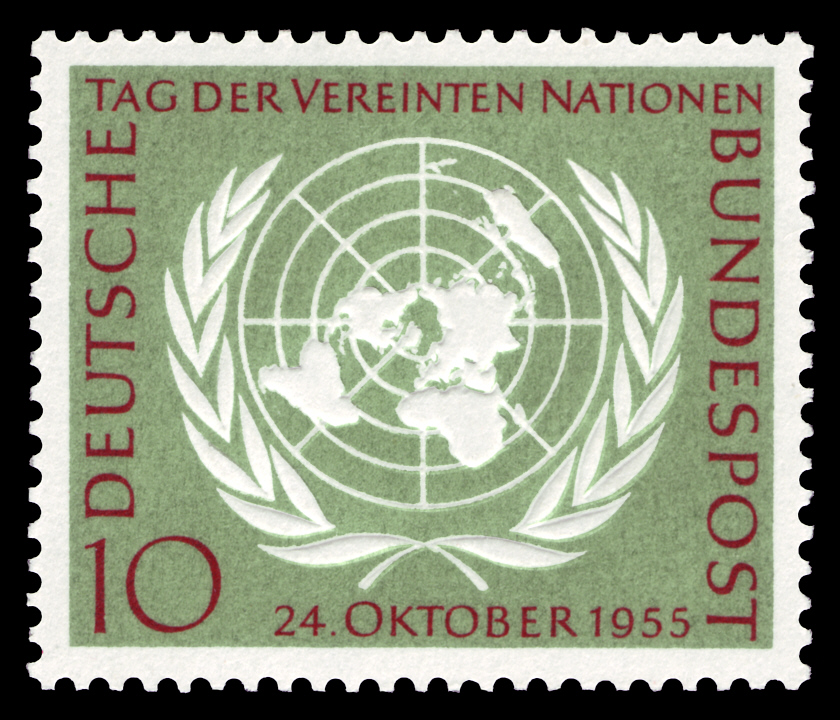
Briefmarke (1955) zum 10. Tag der Vereinten Nationen

Im Dezember 1955 wurden die ehemaligen (mit dem Deutschen Reich verbündeten) „Feindstaaten“ Rumänien, Bulgarien, Ungarn, Finnland, Italien und Österreich sowie die im Zweiten Weltkrieg neutralen Staaten Irland, Portugal und Spanien in die UNO aufgenommen. Gegen die Niederschlagung des Ungarnaufstandes 1956 durch sowjetische Truppen blieb die UNO allerdings machtlos. Am 26. Oktober 1956 wurde in Wien die Atomenergiebehörde IAEO gegründet.
Nach dem Ende der Sueskrise beschloss die Generalversammlung im November 1956 die Entsendung der UN-Friedenstruppe UNEF I zur Sinai-Halbinsel. Aufgrund eines Vetos von Frankreich und Großbritannien im Sicherheitsrat wurde erneut von der „Uniting for Peace-Resolution“ Gebrauch gemacht. Dag Hammarskjöld, bei dem nun die Verantwortung lag, ersann daraufhin ein neues Konzept: Man solle fortan unterscheiden zwischen der Notwendigkeit „friedensschaffender“ (peace-making mit Waffengewalt) und „friedenserhaltender“ (peace-keeping auf Selbstschutz beschränkte) Missionen. Auf diese Weise sollten künftige Entscheidungen auf der Basis von Konsens und Kooperation im dafür vorgesehenen Sicherheitsrat verbleiben. Dazu gehöre auch das Recht aller Beteiligten, ihre Zustimmung während eines laufenden friedenssichernden Einsatzes rückgängig zu machen. Ägypten machte 1967 von diesem Recht Gebrauch: die Truppen wurden abgezogen, und wenig später brach der Sechstagekrieg aus.
Auch das neue Friedens-Konzept hatte also seine Schwächen. Dennoch machte die Differenzierung zwischen peace-keeping und peace-making einen Minimalkonsens möglich und ließ die UNO handlungsfähig bleiben. Nach der Unabhängigkeit Kongos begann im Juli 1960 die ONUC-Mission. Hier ließ sich die UNO in einen Bürgerkrieg hineinziehen. Die Situation verschärfte sich, als sich viele Staaten weigerten, die Mission weiterhin finanziell zu unterstützen. Dies führte zur ersten Finanzkrise der Vereinten Nationen.
Mit der mehrheitlichen Annahme der „Entkolonialisierungs-Charta“ (Erklärung über die Gewährleistung der Unabhängigkeit an koloniale Länder und Völker) durch die Generalversammlung am 14. Dezember 1960 erreichten die betroffenen afrikanischen und asiatischen Staaten eine Festschreibung ihres „Selbstbestimmungsrechtes“. In den folgenden Jahrzehnten wurden die Kolonialgebiete über den UN-Treuhandrat in die Unabhängigkeit geführt und als neue Mitgliedstaaten in die UNO aufgenommen.

## 1961 bis 1970
Im Verlauf des Sezessionskrieges, in dem sich die Provinz Katanga von der Republik Kongo (heute Demokratische Republik Kongo) lösen wollte, versuchte Dag Hammarskjöld persönlich, den Bürgerkrieg zu schlichten. Beim Absturz seines Flugzeuges starb er am 18. September 1961. Sein Nachfolger wurde Sithu U Thant aus Birma (heute Myanmar).
Seit dem Ende der 1950er Jahre häuften sich Berichte über Hungersnöte in den Dritte-Welt-Ländern. Daraufhin erklärte die UNO die 1960er Jahre zur „ersten Entwicklungsdekade“. Die Vereinten Nationen wurden zum wichtigsten Akteur internationaler Entwicklungspolitik. Etwa 80 % der Finanzmittel und des Personals wurden für die Erarbeitung von Lösungen eingesetzt. Mit einer „Aufholungsstrategie“ sollten die Länder zügig an den Lebensstandard der Industriestaaten herangeführt werden. Der 1969 von der Weltbank vorgelegte Pearson-Bericht stellte allerdings klar heraus, dass die Kluft zwischen den reichen und armen Ländern noch lange Zeit bestehen wird.
1963 wurde das Ausbildungs- und Forschungsinstitut UNITAR gegründet. Im Frühjahr 1964 fand in Genf die erste Welthandelskonferenz UNCTAD statt, die man wenig später als Spezialorgan der Vereinten Nationen implementierte. In den folgenden zwei Jahren kamen das Entwicklungsprogramm UNDP sowie der UNCDF und der UNFPA als Sonderfonds dazu. Gleichzeitig wurde die UNIDO zur Entwicklung der Industrie als Sonderorganisation in die UNO eingegliedert. 1969 legte die UNDP den Jackson-Bericht über die Zusammenarbeit der Entwicklungsorganisationen vor, der zu ihrer gültigen Geschäftsgrundlage wurde.
Der bedeutendste militärische Schauplatz in den 1960er Jahren war der Vietnamkrieg. Da die Großmächte aber in diesem Konflikt verwickelt waren und weder Nord- noch Südvietnam in der UNO vertreten waren, wurden die Vereinten Nationen bei der Suche nach einer friedlichen Lösung nicht aktiv. Neue Friedenstruppen wurden 1962 nach Neuguinea (UNSF) und 1964 nach Zypern (UNFICYP) entsandt. Die Truppen im Kongo und in Neuguinea wurden 1964 wieder abgezogen. Als neues Instrument, Friedensinteressen und humanitäre Forderungen auch ohne Waffengewalt durchzusetzen, wurde 1966 gegen die weiße Minderheitsregierung in Südrhodesien die erste UN-Sanktion beschlossen. Sie umfasste ein weit reichendes Wirtschaftsembargo, das erst 1979 aufgehoben wurde.
Fortschritte wurden in den 1960er Jahren besonders in Menschenrechtsfragen erzielt. Am 20. November 1963 wurde in der Erklärung über die Beseitigung jeder Form von Rassendiskriminierung Verfolgungs-, Segregations- und Apartheidspolitik innerhalb der Weltgemeinschaft verurteilt. Am 19. Dezember 1966 wurden die von der Menschenrechtskommission ausgearbeiteten Menschenrechtspakte (UN-Sozialpakt und UN-Zivilpakt) mit großer Mehrheit angenommen. Allerdings traten sie erst 1976 in Kraft. Zum 25-jährigen Bestehen verlas die UNO am 24. Oktober 1970 ihre Deklaration über die Grundsätze des Völkerrechts. Damit unterstrich sie ihre Forderungen zur Einhaltung der Menschenrechte und zur Entlassung der Kolonialstaaten in ihre Unabhängigkeit. Außerdem fasste man angesichts des wachsenden „Nord-Süd-Gefälles“ den Entschluss, der ersten eine „zweite Entwicklungsdekade“ folgen zu lassen.

## 1971 bis 1980
Am 25. Oktober 1971 beschloss die Generalversammlung mit der Resolution 2758, die Volksrepublik China als einzig rechtmäßigen Vertreter des chinesischen Volkes anzuerkennen und ihre Vertreter in den UN-Organen gegen die der „nationalchinesischen“ auszutauschen. Dabei handelte es sich argumentativ nicht um einen satzungsgemäßen Ausschluss Taiwans (Republik China), der nur bei einer „beharrlichen Verletzung der Grundsätze der UN-Charta“ vorgesehen ist, sondern nur um einen Austausch der Volksvertretung. Allerdings ist Taiwan seitdem bis heute nicht mehr in der UNO vertreten. Einer neuerlichen Mitgliedschaft wird aufgrund des zu erwartenden chinesischen Vetos wenig Chancen eingeräumt.
Am 22. Dezember 1971 wurde Kurt Waldheim aus Österreich zum vierten UN-Generalsekretär gewählt. Nur wenige Wochen nach seinem Amtsantritt nahm er auf Empfehlung des Sicherheitsrates Kontakt mit der Regierung Südafrikas auf, um in deren Konflikt mit Namibia zu vermitteln. Südafrikas Präsenz in Namibia wurde von der UNO als illegal erklärt. Als sich schließlich auch die Apartheids-Politik der weißen Minderheitsregierung verschärfte, kam es zu einer Reihe von Maßnahmen. 1974 wurde Südafrika von Sitzungen und Abstimmungen der Generalversammlung ausgeschlossen, 1977 trat ein Waffenembargo in Kraft. Beide Entscheidungen wurden erst 1994 wieder aufgehoben.
Mit der Unterzeichnung des Grundlagenvertrages von 1972 zwischen der Bundesrepublik Deutschland und der Deutschen Demokratischen Republik wurde der westdeutsche Alleinvertretungsanspruch im Falle einer UN-Mitgliedschaft beider Staaten endgültig aufgegeben. Die alleinige Bewerbung Westdeutschlands wäre am sowjetischen Veto gescheitert. Durch den Alleinvertretungsverzicht führten die getrennt gestellten Anträge schließlich zum Erfolg. Am 18. September 1973 wurden beide Staaten als 133. und 134. Mitglied in die UNO aufgenommen. Das wiedervereinigte Deutschland ist seit dem 3. Oktober 1990 unter der Bezeichnung „Deutschland“ vertreten.
Die wachsende Zahl unabhängiger afrikanischer und asiatischer UN-Staaten führte in der Generalversammlung zu einem Stimmenübergewicht der Entwicklungsländer. Bereits in den 1960er Jahren bildete sich aus ihnen die Gruppe der 77, die sich mit Unterstützung Chinas und der Sowjetunion immer stärker profilieren konnte. Die Verschärfung von Armut und Ausbeutung wurde ihr zufolge auf eine deutliche Bevorteilung der Industrieländer bei den Finanzströmen des freien Welthandels zurückgeführt: sinkende Rohstoffpreise hier, überteuerte Industriegüter und Kredite von dort. Ihre Forderung nach einer Neuen Weltwirtschaftsordnung führte 1974 gegen die Stimmen der westlichen Industrieländer zur Verabschiedung der Charta der wirtschaftlichen Rechte und Pflichten der Staaten zum Abbau der Abhängigkeit des Südens und zur gerechten Verteilung des Wohlstandes. Die Problematik wurde ebenso auf den Folgekonferenzen der UNCTAD thematisiert.
Auch die Initiativen zur Gleichberechtigung der Frauen gewannen in den 1970er Jahren an Gewicht. Der erste Weltfrauengipfel in Mexiko-Stadt im Sommer 1975 markierte den Beginn der „UN-Frauendekade“. Ein Jahr später wurde der Frauen-Entwicklungsfonds UNIFEM eingerichtet. Ebenfalls 1976 traten die Menschenrechtspakte von 1966 in Kraft. 1979 wurde die Konvention über die Beseitigung der Frauendiskriminierung angenommen.
Friedensmissionen wurden 1973 in den Sinai (UNEF II), 1974 in den Golan UNDOF und 1978 in den Libanon UNIFIL entsandt. Wegen der türkischen Invasion in Zypern wurde die UNFICYP-Mission 1974 auf die Überwachung der 180 km langen Pufferzone („Grüne Linie“) ausgeweitet.

## 1981 bis 1990
Der sich verschärfende Ost-West-Konflikt infolge des Wettrüstens der Supermächte, sowie deren Verstrickung im Ersten Golfkrieg und weiteren Kriegsschauplätzen (Afghanistan, Kambodscha und Nicaragua) führte erneut zu einer Lähmung des Sicherheitsrates. Der im Dezember 1981 neu gewählte, aus Peru stammende fünfte Generalsekretär Javier Pérez de Cuéllar brachte schon zu Beginn seiner ersten Amtsperiode die Folgeproblematik auf den Punkt: fehlende Bereitschaft der Mitglieder, sich in internationale Konflikte einzuschalten, sowie unilaterale Konfliktlösung und Absprachen außerhalb der Organisation machten die UNO zu einem fragwürdigen Forum für glaubwürdige Friedensverhandlungen. Zudem führte die weiterhin wachsende Verschuldung der Entwicklungsländer und die Weigerung vieler Mitgliedstaaten, ihre Pflichtbeiträge fristgerecht und in voller Höhe zu leisten, zur schwersten Finanzkrise der UN-Geschichte. Besonders die USA als wichtigster Financier kamen aufgrund ihrer hohen Kriegskosten den finanziellen Pflichten gegenüber den Vereinten Nationen kaum mehr nach.
Der damalige schwedische Ministerpräsident Olof Palme leitete von 1980 bis 1982 eine unabhängige UN-Kommission zu Fragen der Abrüstung und der internationalen Sicherheit. Sein Report, der Palme-Bericht, enthielt unter anderem die Empfehlung, einen „atomwaffenfreien Korridor“ in Mitteleuropa zu errichten, der die Gefahr atomarer Kriegshandlungen wirksam reduzieren sollte. Dieser Vorschlag brachte seit 1982 viele neue internationale Friedensbewegungen hervor, die das Thema Abrüstung seitdem immer wieder auf der Tagesordnung hielten. Aber erst der Vorstoß Michail Gorbatschows, die internationalen Beziehungen fundamental umzugestalten und das „Blockdenken“ aufzugeben, führten ab 1987 in der UNO zu einer ernsthaften Wiederbelebung des Sicherheitsrates als Frieden stiftendes Organ.
Als historischer Wendepunkt gilt die UN-Resolution 598 vom Juli 1987, in der ein verbindlicher Friedensplan zur Beendigung des Ersten Golfkrieges beschlossen wurde. 1988 kam es nahezu gleichzeitig zum sowjetischen Truppenabzug aus Afghanistan und zu einem Waffenstillstands-Abkommen zwischen dem Iran und Irak. Zur Überwachung des Waffenstillstandes wurde die Friedenstruppe UNIIMOG entsandt. In der Folge wurden auch zahlreiche andere offene Regionalkonflikte aufgegriffen und einer Lösung zugeführt, die bis dahin unlösbar schienen. 1988 und 1989 begannen die Missionen UNGOMAP im afghanisch-pakistanischen Grenzgebiet, ONUCA in Zentralamerika, UNAVEM I in Angola und UNTAG in Namibia. Die neu gewonnenen Hoffnungen auf einen machbaren Weltfrieden wurden 1988 stellvertretend durch die Auszeichnung der Blauhelmsoldaten mit dem Friedensnobelpreis demonstriert.
Die Bewährungsprobe für die neue Art der Solidarität kam mit dem Ausbruch des Zweiten Golfkrieges am 2. August 1990. Die Reaktionen auf den irakischen Einmarsch in Kuwait geschahen in einer bis dahin ungekannten Schnelligkeit und Entschlossenheit. Nur wenige Stunden nach der Meldung trat der Sicherheitsrat zusammen und verurteilte den Angriff einhellig als einen „Bruch des Weltfriedens“. Bereits vier Tage später trat ein weltweites Handelsembargo in Kraft, das stufenweise mit einer See- und Luftblockade verschärft wurde. Mit der Umsetzung von Maßnahmen zur Friedenserzwingung nach Ablauf der Rückzugsfrist für den Irak wurden „alle Mitgliedstaaten ermächtigt“, alle erforderlichen Mittel einzusetzen, um den Resolutionen Geltung zu verschaffen. Damit gab die UNO den Verlauf des Krieges allerdings aus der Hand. Erst mit dem Waffenstillstand ging die Initiative wieder auf den Sicherheitsrat über.
Auch in Umweltfragen wurden deutliche Schritte nach vorne gemacht. Mit dem Montreal-Protokoll über den Schutz der Ozonschicht wurde 1987 das erste weltweite Umweltschutzabkommen getroffen. Der zeitgleiche Brundtland-Bericht (Unsere gemeinsame Zukunft), der mit der Perspektive einer langfristigen und tragfähigen Umweltpolitik der Vereinten Nationen beauftragt war, wurde ausgiebig diskutiert und führte schließlich zum ersten Weltumweltgipfel 1992. Bedeutsam war der Bericht, weil hier erstmals das Leitbild einer „nachhaltigen Entwicklung“ entworfen wurde. Die Kommission verstand darunter eine Entwicklung, die den Bedürfnissen der heutigen Generation entspricht, ohne die Möglichkeiten künftiger Generationen zu gefährden, ihre eigenen Bedürfnisse zu befriedigen und ihren Lebensstil zu wählen.

## 1991 bis 2000
Die 1990er Jahre waren geprägt vom Zerfall der Ostblockstaaten sowie einer weltweiten Zunahme ethnischer Konflikte, bei denen es teilweise zu systematischen Menschenrechtsverletzungen kam. Bisher hatte sich die Friedenspolitik der Vereinten Nationen gemäß ihrer Charta auf die Lösung zwischenstaatlicher Konflikte beschränkt. Angesichts der Ausmaße und des öffentlichen Drucks war die UNO nun gezwungen, ihren Grundsatz der „Nichteinmischung in innerstaatliche Angelegenheiten“ zu relativieren. Die großen Flüchtlingsströme der Kurden im Nordirak, der von einer Hungerkatastrophe begleitete Bürgerkrieg in Somalia und der mit „ethnischen Säuberungen“ einhergehende im ehemaligen Jugoslawien sowie der Völkermord in Ruanda sind nur einige Beispiele, die eine „humanitäre Intervention“ unumgänglich machten. Allerdings führten zahlreiche UN-interne Probleme zu einem enttäuschenden Resümee: unzureichendes Vorwissen über die ethnischen Besonderheiten, logistische und erneut finanzielle Überforderungen sowie internationale Differenzen über Effektivität und Legitimation solcher Friedenseinsätze führten zu zahlreichen Pannen und personellen Verlusten. Insgesamt wurde das gerade neu gewonnene öffentliche Vertrauen in die Vereinten Nationen erschüttert.
Im Laufe der 1990er Jahre kam es zu 35 neuen – meist kurzfristigen – Missionen, davon 16 in Afrika, 6 in Zentralamerika, 4 in Asien und 9 in Europa. Die bereits zuvor angespannte Haushaltslage mit Außenständen von etwa 750 Millionen US-Dollar stieg bis Ende 1996 auf 2,2 Milliarden, davon entfielen allein 1,6 Milliarden auf die Friedensmissionen. Damit erklärte sich auch die eingeschränkte Handlungsfähigkeit der weitgehend freiwillig finanzierten Organisationen Einrichtungen im Wirtschafts- und Sozialbereich.

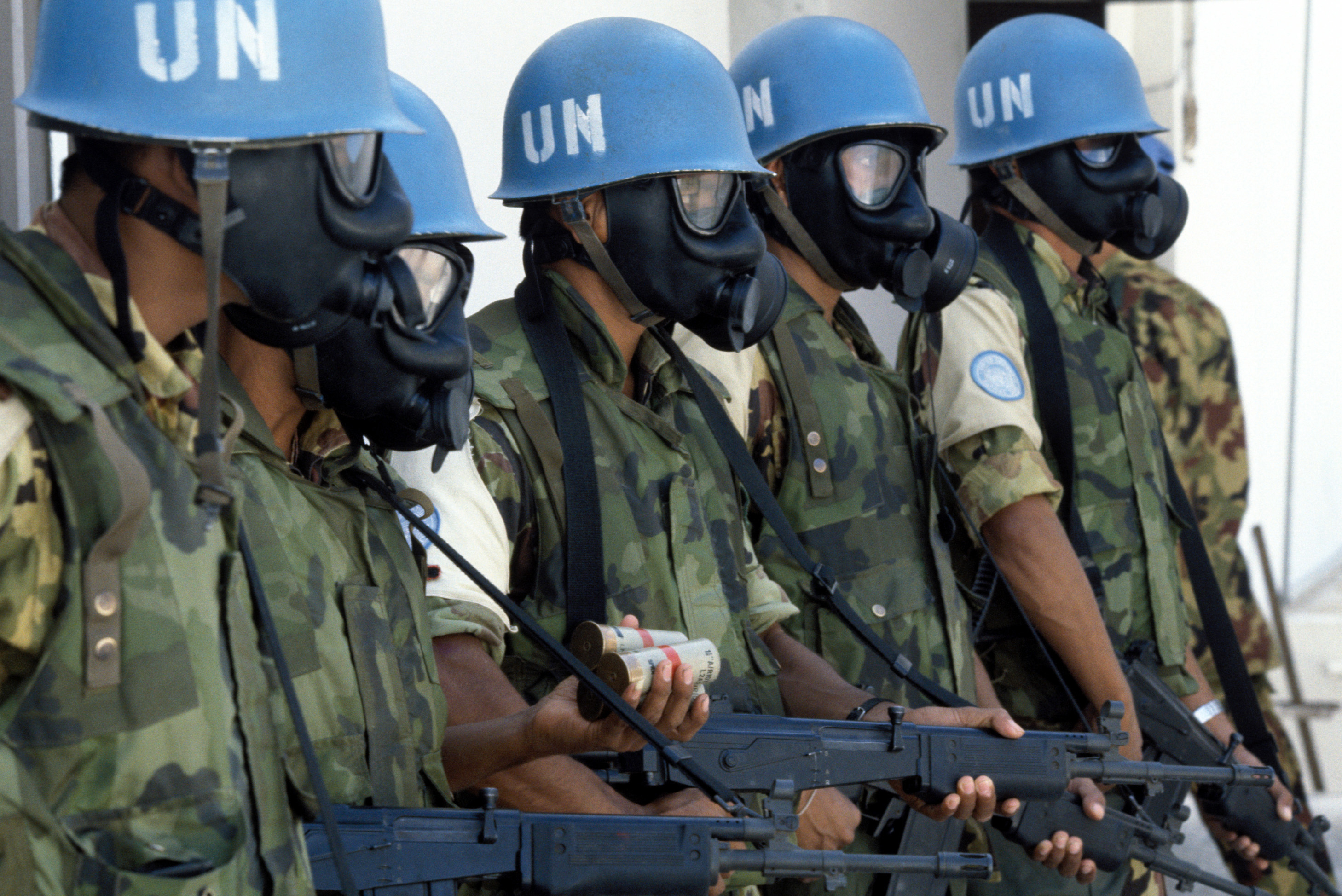
Nepalesische UN-Soldaten während des Einsatzes in Somalia 1993

Im Dezember 1991 wurde Boutros Boutros-Ghali zum sechsten UN-Generalsekretär gewählt. Ein halbes Jahr später brachte er mit der Agenda für den Frieden eine Reihe von handlungsorientierten Ideen zur Reform der Friedens- und Sicherheitspolitik auf den Plan, die zunächst sehr positiv aufgenommen wurden. In einer Neubewertung 1995 wurden allerdings Fehleinschätzungen und unrealistische Forderungen erkannt, die Boutros-Ghali auf die mangelnde Bereitschaft zur Kooperation besonders der einflussreichen Mitgliedstaaten zurückführte. In diesem Zusammenhang verwies er auf das chinesische Sprichwort, es sei leichter, für einen Sarg zu sammeln, als für die Medizin. Trotzdem wurden seine Ideen zu einer neuen Art von „präventiver Diplomatie“ weitergetragen. Ein weiterer Gedanke war die Einrichtung eines Schnelleingreifsystems, in dem die Mitgliedstaaten aufgefordert wurden, im Rahmen ihrer Möglichkeiten militärisches und ziviles Personal in „ständiger Verfügbarkeit“ zu halten. Für das Management dieses „Stand-by-Arrangements“ wurde 1994 durch die Hauptabteilung für Friedenseinsätze DPKO das internationale Register UNSAS eingerichtet.
Angesichts der Verflechtung von Friedens- und Entwicklungspolitik war es auch konsequent, der Friedensagenda eine Agenda für Entwicklung folgen zu lassen. Die Bemühungen blieben allerdings ebenso im Sande stecken wie in den vorherigen Dekaden. Die Hauptursache – neben der permanenten Finanzkrise – sehen Kritiker in einem Wildwuchs von Organisationen und Programmen, die von Doppelarbeit und unklaren Zuständigkeiten geprägt sind. Auch die „vierte Entwicklungsdekade“ musste schließlich als erfolglos eingestuft werden. Die Kluft zwischen Arm und Reich hatte sich weiter vergrößert.
Als positive Signale in dieser Periode kann man lediglich die Amtseinführung des ersten Hochkommissars für Menschenrechte (UNHCHR) und die Einrichtung von Ad-hoc-Strafgerichtshöfen zur Ahndung der Menschenrechtsverletzungen in Ruanda und dem ehemaligen Jugoslawien ansehen. Mit der Errichtung dieser UN-Tribunale kam es bald zu einigen Verurteilungen, die in der Weltöffentlichkeit und besonders bei den betroffenen Ethnien Zustimmung fanden. Dieses juristische Neuland der UNO soll durch seine abschreckende Wirkung auch das neue Präventionskonzept in der Friedenssicherung wirksam unterstützen. Als repressive Maßnahmen wurden in den 1990er Jahren weltweit eine Reihe von Öl- und Waffenembargos, sowie einige diplomatische Sanktionen durchgesetzt, die teilweise erheblich ausgeweitet wurden.

### Ruanda-Krise
1994 wurde in Ruanda eines der schwersten Verbrechen der Geschichte begangen. Durch einen Gewaltausbruch kamen 800.000 Angehörige der Volksstämme Hutu und Tutsi ums Leben. Ein Eingreifen der UN-Blauhelmsoldaten war aufgrund eines fehlenden Mandates durch die UN und der zu geringen Anzahl an Soldaten nicht möglich. Dieses Ereignis gilt gemäß Aussage von Kofi Annan als das größte Versagen der UN.

### Bosnien-Krise
Ende Mai 1995 kam es in Bosnien und Herzegowina nach NATO-Luftangriffen auf ein Munitionsdepot der bosnischen Serben in Pale zu einer aufsehenerregenden Geiselnahme von UN-Soldaten. Als Folge der Luftangriffe wurden ausgewiesene NATO-Schutz-Zonen von bosnischen Serben überfallen, UN-Soldaten als Geiseln genommen, an taktischen Positionen angekettet und zur Schau gestellt.

### Überarbeitung des Friedenssicherungskonzeptes
Im Dezember 1996 wurde Kofi Annan neuer Generalsekretär. Er beauftragte im März 2000 eine Expertenkommission mit einer kritischen Studie über die Effektivität des Friedenssicherungskonzeptes. Vor allem sollten Gründe für das „Versagen“ bei den Einsätzen in Somalia, Ruanda und im ehemaligen Jugoslawien offen dargelegt werden. Der wenige Monate später vorgelegte Brahimi-Bericht forderte den Ausbau der UNSAS und die Zementierung einer „ständigen Eingreiftruppe“ aller Mitgliedstaaten. Vor allem müsse sich die UNO vom Ideal des Gewaltverzichtes bei ihren Missionen verabschieden. Die UN-Truppen bräuchten ein „robustes Mandat“, um wirksam abschrecken und sich Respekt verschaffen zu können.

## 2001

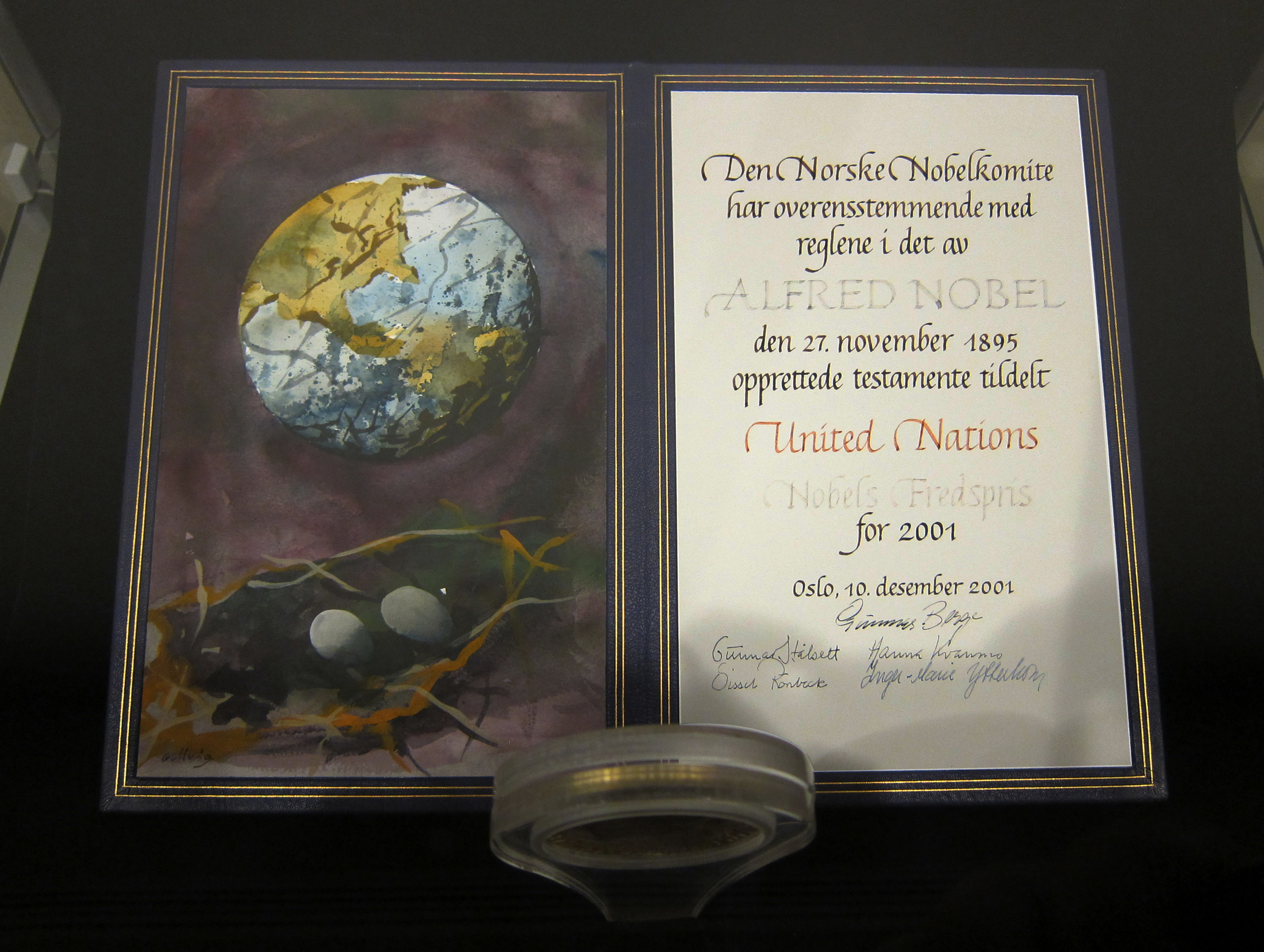
Friedensnobelpreis 2001 für die Vereinten Nationen – Urkunde in der Lobby des UN-Hauptquartiers in New York City

### Sicherheitspolitik und Friedenseinsätze
- Im Dezember beschloss der Sicherheitsrat den Einsatz einer UN-Schutztruppe ISAF in Afghanistan.
- am 12. Oktober erhielten Kofi Annan und die Vereinten Nationen zu gleichen Anteilen den Friedensnobelpreis.
- Am 28. September wurden die Mitgliedstaaten der UNO in Resolution 1373 verpflichtet, umfangreiche Maßnahmen gegen den Terrorismus und seine Unterstützung einzuleiten und einem zur Überwachung gebildeten Anti-Terror-Ausschuss regelmäßig Rechenschaft abzugeben (vgl. Resolution 1373 und das Counter Terrorism Committee).
- Am 12. September, einen Tag nach den Terroranschlägen in den Vereinigten Staaten, stufte der UN-Sicherheitsrat die Taten als eine Bedrohung des Weltfriedens ein und verwies auf das Recht der individuellen und kollektiven Selbstverteidigung (UN-Resolution 1368).

### Menschenrechtspolitik
- Vom 31. August bis 8. September fand eine Antirassismus-Konferenz im südafrikanischen Durban statt. Überschattet war die Konferenz von dem Nahost-Konflikt. Die arabischen Länder wollten die Gleichsetzung von Zionismus und Rassismus erreichen. Deshalb verließen die USA und Israel die Konferenz vorzeitig. Die Abschluss-Erklärung erkannte das unveräußerliche Recht des palästinensischen Volkes auf Selbstbestimmung und auf Gründung eines unabhängigen Staates an. Ferner wurde vom „Recht auf Sicherheit aller Staaten in der Region, Israel eingeschlossen“, gesprochen. Auf eine explizite Verurteilung Israels wurde verzichtet.

### Umweltpolitik
- Vom 29. Oktober bis 9. November fand in Marrakesch der 7. Weltklimagipfel statt. Die Staaten verständigten sich auf ein gesetzliches Regelwerk zur Verminderung klimaschädlicher Treibhausgase nach dem Kyoto-Protokoll von 1997. Mit der Vereinbarung waren die Voraussetzungen geschaffen, um das Protokoll auch ohne die USA in Kraft zu setzen.
- Am 23. Mai hatten in Stockholm mehr als 120 Mitgliedstaaten der UNO ein Abkommen für ein weltweites Verbot von zwölf langlebigen und als besonders gefährlich geltenden organischen Giftstoffen unterzeichnet. Zu den Substanzen gehörten unter anderem DDT, PCB und Dioxine. Mit dem Stockholmer Übereinkommen wurden Herstellung, Anwendung und Verkauf der Stoffe verboten.

## 2002

### Sicherheitspolitik und Friedenseinsätze
- Mit Beginn der Unabhängigkeit Osttimors am 20. Mai begann die Friedensmission UNMISET. Sie sollte der neuen Regierung beim Aufbau einer Zivilverwaltung helfen.

### Menschenrechtspolitik
- Im Juli nahm der Internationale Strafgerichtshof in Den Haag seine Arbeit auf. Dieser soll Einzelpersonen für Kriegsverbrechen, Verbrechen gegen die Menschlichkeit, Völkermord und das Verbrechen der Aggression (noch nicht definiert, eine Definition soll zu einem späteren Zeitpunkt erfolgen) zur Rechenschaft ziehen.

## 2003

### Sicherheitspolitik und Friedenseinsätze

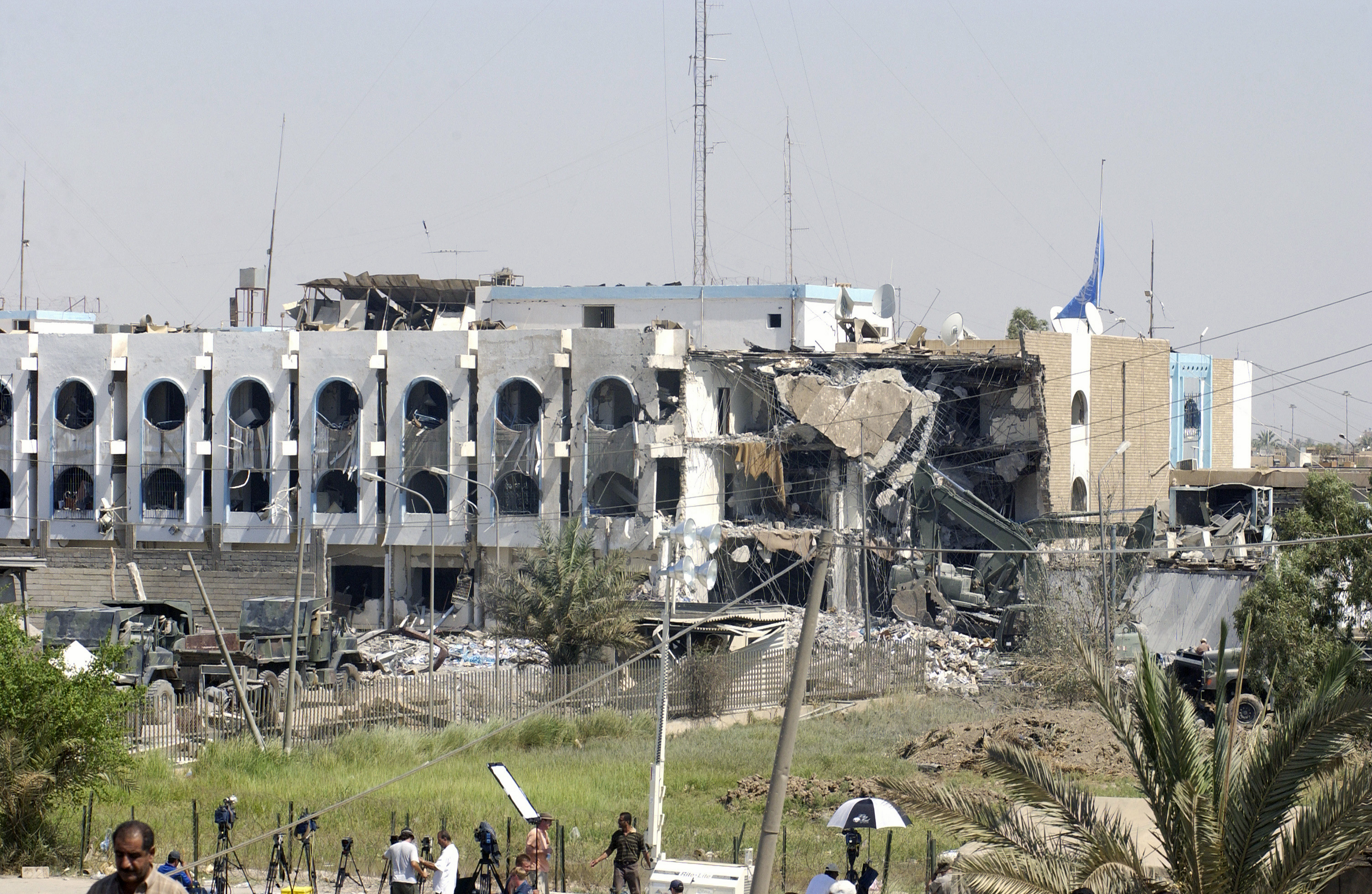
Durch einen Autobombenanschlag zerstörtes Gebäude des Hauptquartiers der Vereinten Nationen in Bagdad am 21. August 2003

- Im September begann die Friedensmission UNMIL in Liberia.
- Am 19. August wurde ein schwerer Anschlag auf das Hauptquartier der UN in Bagdad verübt, 22 Menschen kamen ums Leben, darunter auch der UN-Hochkommissar für Menschenrechte Sérgio Vieira de Mello.
- Am 13. Mai begann die politische Mission MINUCI in Côte d’Ivoire. Sie wurde am 4. April 2004 von der Friedensmission UNOCI abgelöst.

## 2004

### Sicherheitspolitik und Friedenseinsätze
- Am 24. Juni zogen die USA ihren Antrag auf Befreiung ihrer Staatsbürger von der Strafverfolgung durch den IStGH zurück. In den vorhergegangenen zwei Jahren war ein solcher Antrag noch beschlossen worden.
- Am 20. Mai hatten 14 der 15 derzeitigen Mitglieder des UN-Sicherheitsrates einer Resolution zugestimmt, die das Vorgehen der israelischen Armee im Gazastreifen gegen Zivilisten verurteilt. Durch die Stimmenthaltung der USA konnte die Resolution verabschiedet werden. In den letzten Jahren hatten die USA bei Resolutionsentwürfen gegen Israel generell ein Veto eingelegt.
- Am 30. April wurde die Entsendung einer 8.000 Mann starken Friedenstruppe nach Haiti beschlossen. Das Mandat galt ab 1. Juni und war zunächst auf sechs Monate beschränkt.
- Am 17. April 2004 kam es zu einem bisher in der UNO einmaligen Vorgang: UN-Polizisten, die im Kosovo stationiert waren, beschossen sich untereinander. Drei Menschen wurden getötet und elf weitere verletzt. Bei den Toten handelte es sich um zwei US-Bürger und einen Jordanier.
- Am 4. April begann die Friedensmission UNOCI in Côte d’Ivoire.
- Ende März 2004 wurde UN-Sicherheitschef Tun Myat entlassen. Ihm wurde vorgeworfen, nicht genug für die Sicherheit und den Schutz getan zu haben.

### Menschenrechtspolitik
- Auf ihrer jährlichen Tagung hat die UN-Menschenrechtskommission am 23. April entgegen einem Antrag der USA Sudan nicht für die Menschenrechtsverletzungen im Darfur-Konflikt verurteilt. Allerdings teilte sie die Befürchtungen von UN-Generalsekretär Kofi Annan, dass die Menschenrechtsverstöße ein besorgliches Ausmaß angenommen hätten. Die Menschenrechtskommission verlangte von der Regierung in Khartum den Zugang nach Darfur, um humanitäre Hilfe leisten zu können.

## Philatelistisches
Mit dem Erstausgabetag 4. Juni 2020 gab die Deutsche Post AG zum 75. Gründungstag der Vereinten Nationen ein Sonderpostwertzeichen im Nennwert vom 170 Eurocent heraus. Der Entwurf stammt von der Grafikerin Angela Kühn aus Hamburg.